# Australische Cricket-Nationalmannschaft in Neuseeland in der Saison 2006/07
Die Tour der australischen Cricket-Nationalmannschaft nach Neuseeland in der Saison 2006/07 fand vom 16. bis zum 20. Februar 2007 statt. Die internationale Cricket-Tour war Bestandteil der Internationalen Cricket-Saison 2006/07 und umfasste drei ODIs. Neuseeland gewann die Serie mit 3–0.

## Vorgeschichte
Neuseeland spielte zuletzt eine Tour gegen Sri Lanka, Australien gegen England.
Das letzte Aufeinandertreffen der beiden Mannschaften bei einer Tour fand in der Saison 2005/06 in Neuseeland statt.
Für beide Teams war es die letzte Vorbereitung auf den Cricket World Cup 2007.

## Stadien
Die folgenden Stadien wurden für die Tour als Austragungsorte vorgesehen und am 22. Juni 2006 bekanntgegeben.
| Stadion                     | Stadt      | Kapazität | Spiele |
| --------------------------- | ---------- | --------- | ------ |
| Eden Park                   | Auckland   | 50.000    | 1. ODI |
| Seddon Park                 | Hamilton   | 10.000    | 2. ODI |
| Wellington Regional Stadium | Wellington | 34.500    | 1. ODI |

## Kaderlisten
Australien benannte seinen Kader am 2. Februar 2007.
Neuseeland benannte seinen Kader am 15. Februar 2007.
| ODI | ODI |
| Neuseeland | Australien |
| --- | --- |
| - Stephen Fleming (K) - Shane Bond - James Franklin - Mark Gillespie - Brendon McCullum (wk) - Craig McMillan - Jacob Oram - Jeetan Patel - Scott Styris - Ross Taylor - Daryl Tuffey - Daniel Vettori - Lou Vincent | - Michael Hussey (K) - Nathan Bracken - Michael Clarke - Brad Haddin (wk) - Matthew Hayden - Brad Hodge - Brad Hogg - Mitchell Johnson - Glenn McGrath - Brett Lee - Adam Voges - Shane Watson - Cameron White |

## One-Day Internationals

### Erstes ODI in Wellington
| 16. Februar Scorecard | Wellington (WS) | Australien 148 (49.3)             | – | Neuseeland 149-0 (27) |
|                       |                 | Neuseeland gewinnt mit 10 Wickets |   |                       |

### Zweites ODI in Auckland
| 18. Februar Scorecard | Auckland | Australien 336-4 (50)            | – | Neuseeland 337-5 (48.5) |
|                       |          | Neuseeland gewinnt mit 5 Wickets |   |                         |

### Drittes ODI in Hamilton
| 20. Februar Scorecard | Hamilton | Australien 346-5 (50)           | – | Neuseeland 350-9 (49.3) |
|                       |          | Neuseeland gewinnt mit 1 Wicket |   |                         |

## Statistiken
Die folgenden Cricketstatistiken wurden bei dieser Tour erzielt.
| ODIs             | ODIs       | ODIs    | ODIs    | ODIs    | ODIs    | ODIs    | ODIs    | ODIs    |
| Batting          | Batting    | Batting | Batting | Batting | Batting | Batting | Batting | Batting |
| Spieler          | Mannschaft | Spiele  | Innings | Runs    | Average | HS      | 100s    | 50s     |
| ---------------- | ---------- | ------- | ------- | ------- | ------- | ------- | ------- | ------- |
| Matthew Hayden   | Australien | 3       | 3       | 219     | 109,50  | 181*    | 1       | 0       |
| Craig McMillan   | Neuseeland | 3       | 2       | 169     | 84,50   | 117     | 1       | 1       |
| Michael Hussey   | Australien | 3       | 3       | 160     | 53,33   | 105     | 1       | 0       |
| Brad Hodge       | Australien | 3       | 3       | 131     | 65,50   | 97*     | 0       | 1       |
| Ross Taylor      | Neuseeland | 3       | 2       | 128     | 64,00   | 117     | 1       | 0       |
| Bowling          |            |         |         |         |         |         |         |         |
| Spieler          | Mannschaft | Spiele  | Overs   | Wickets | Average | BBI     | 5W      | 10W     |
| Shane Bond       | Neuseeland | 2       | 18.3    | 6       | 10,33   | 5/23    | 1       | 0       |
| Mark Gillespie   | Neuseeland | 3       | 29      | 5       | 33,40   | 2/27    | 0       | 0       |
| Shane Watson     | Australien | 3       | 24      | 5       | 34,80   | 3/58    | 0       | 0       |
| Daniel Vettori   | Neuseeland | 2       | 19      | 3       | 26,66   | 2/26    | 0       | 0       |
| Mitchell Johnson | Australien | 2       | 18      | 3       | 43,33   | 3/81    | 0       | 0       |
| Nathan Bracken   | Australien | 3       | 26.3    | 3       | 46,66   | 2/66    | 0       | 0       |

## Player of the Match
Als Player of the Match wurden die folgenden Spieler ausgezeichnet.
| Spiel  | Player of the Match |
| ------ | ------------------- |
| 1. ODI | Shane Bond          |
| 2. ODI | Ross Taylor         |
| 3. ODI | Matthew Hayden      |